# Српска народна скупштина 1912—1913.
Редовни сазив Народне скупштине за 1912. годину одржан је у Београду од 1. октобра 1912. до 16. јуна 1913.

## Ток догађаја
Рат је почео. Српска војска, дајући и примајући битке, прогонила је непријатеља брзином која је изазвала дивљење света. Са осталих балканских бојишта такође су стизале повољне вести. У таквој атмосфери протекли су први дани редовног сазива Народне скупштине сазване указом за 1. октобар 1912. За председника Народне скупштине био је изабран Андра Николић који је, примивши ту дужност, позвао Скупштину да y тим судбоносним данима буде једнодушна. „ . У овим светлим данима ведри, животворни дах, што сада веје Балканом, обузео је целу нашу земљу..." Види се „како цела земља узима један став, како земља мисли једно". У томе знаку био је извршен и избор скупштинског часништва, па је за I потпредседника био изабран Милован Лазаревић, један од првака Самосталне радикалне странке, a за II потпредседника Љуба Молеровић. За секретаре били су изабрани Веља Вукићевић, Андра Цветковић, др Велизар Јанковић, Радивоје Николић, Благоје Илић, Милан Пантелић и Милоје Ж. Јовановић.
Седнице сазива отворене су краљевим указом. Измењани су телеграфски поздрави са скупштинама земаља Балканског савеза, a 6. новембра 1912. Народна скупштина послала је поздрав свима официрима и свима војницима српоке војске. По томе се прешло на ужурбан законодавни рад, а кад су били примљени предлози који су поднесени Скупштина је била одложена. За време колико Скупштина није радила посланици су се одрекли посланичких дневница.
Дана 21. марта 1913. Народна скупштина је наставила рад. Рат је, углавном, био завршен сјајном победом српског и савезничког оружја. Председник министарства Никола Пашић појавио се пред Скупштином са декларацијам којом је, y име владе, изјавио неизмерну захвалност војсци, „ . осветницима Косова, ослободиоцима старих српских земаља, чије су ратне тековине пронеле ратну славу српског оружја не само Балканом него целим светом." Владина је највећа дужност да ублажи губитак породица које су остале без хранитеља, сталном бригом за њихов опстанак.
Поводом ове декларације владе, као и поводом већег броја интерпелација које су биле поднесене по појединим питањима и долазиле као последица рата, држане су дуге и опсежне дискусије. Нарочиту бригу Народне скупштине изазивало је питање односа y самом Балканском савезу, јер је Бугарска постављала такве захтеве да они никако нису могли бити примљени.
Половином марта 1913. односи са Бугарском почели су још више да се заоштравају. Не прихватајући ни један предлог српске владе, Бугарска је поступно поседала српску границу, a на владу y Бугарској дошао је Радославов, одлучан противник дотадашње политике Балканског савеза. Народна скупштина је неколико пута, y врло енергичном тону, опомињала владу да српске ратне тековине чува више од свега.
Дана 17. јуна бугарска војска напала је српску војску на целој демаркационој линији. Сутрадан министар унутрашњих дела Стојан Протић обавестио је Народну скупштину о томе догађају изјавивши да влада те догађаје не може сматрати као неке чарке, него као рат. Дана 19. јуна пред Народном скупштином појавио се Никола Пашић и саопштио јој да је војска која је стајала на нашим међама, била прво нападнута препадом, a не редовном објавом рата.
Народна скупштина, једногласном одлукам, овластила је председника да војводи Радомиру Путнику, начелнику Штаба Врховне команде, пошаље поздравни телеграм y коме се каже да ће Народна скупштина, са усхићењем и поуздањем, пратити кретање славних српских застава на путу који им намеће мучки препад бугарски.
Брегалничка битка, отсудна за овај други рат, била је међутим y пуном јеку. Бугари су потучени на свим линијама и нагло су одступали. Уговором о миру који је закључен y Букурешту Србија је задржала све своје ратне тековине.

## Донети закони
Током овога сазива, Народна скупштина примила је ове законе: закон о продужењу разреза пореза из 1910—1912. и за 1913. годину; закон о санитетској струци (са додатком за случај мобилизације); буџетске дванаестине за јануар, фебруар и март 1913. године; **** чл. 22 и 76 закона о устројству војске; закон о поверљивом кредиту од 200.000 динара; закон о ковању ситног сребрног новца; закон о Војној академији; * закона о грађењу и експлоатацији нових железница; закон о одлагању општинских избора; ** закона о уређењу Дирекције Српских државних железница; закон о подизању пристаништа на Доњем Дунаву; сем тога и већи број законодавних решења.